# Grace Slick
Grace Slick (eredeti neve Grace Barnett Wing) (Chicago, Illinois, 1939. október 30. –) amerikai énekesnő és dalszerző, aki a The Great Society, a Jefferson Airplane, a Jefferson Starship és a Starship tagja volt, emellett szólóalbumokat is készített. Slick az 1960-as évek zenei életének egyik legfontosabb alakja volt, dalszövegeire a szellemesség, a szarkazmus és a pszichedelikus témák jellemzőek.

## Fiatalkora
Slick apja, Ivan W. Wing befektetési bankár, anyja, Virginia Barnett pedig színésznő és énekesnő volt. Apja norvég és svéd felmenőkkel rendelkezett, anyja pedig a Mayflower utasainak egyenes ági leszármazottja volt. 1949-ben, Grace tizedik születésnapja előtt egy hónappal született meg öccse, Chris. Apját foglalkozása miatt többször áthelyezték, ezért a család Chicago mellett Los Angelesben és San Franciscóban is élt, mielőtt az 1950-es évek elején a San Franciscótól délre fekvő Palo Altóban telepedtek volna le. Grace a Palo Alto Senior High School, majd a Castilleja School, egy magán lányiskola diákja volt. 1956-tól 1957-ig a New York-i Finch College, 1957-től 1958-ig pedig a University of Miami hallgatója volt.
1960-tól 1963-ig – mielőtt énekesnő lett volna – Slick modellként dolgozott az I. Magnin nevű cégnél.
Zenei karrierjének kezdetén Slick szoros barátságot kötött Janis Joplinnal, ami Joplin 1970-ben bekövetkezett haláláig tartott. Szintén baráti kapcsolatban volt Jim Morrisonnal, bár egyszer le is feküdtek egymással. Slick életrajzában azt írta, hogy az eset a Jefferson Airplane és a The Doors 1968-as európai turnéján történt, és hogy Morrisonnal nem voltak szerelmesek egymásba. Jeff Tamarkin Jefferson Airplane-ről szóló könyvében azonban nem tesz említést erről az esetről. Slick barátai közé tartozott még Jerry Garcia, a Grateful Dead vezetője.
Slick kétszer házasodott. Első férje 1961-től 1971-ig Gerald "Jerry" Slick operatőr, második férje pedig 1976-tól 1994-ig Skip Johnson, a Jefferson Starship világosítója volt. 1969-től 1975-ig Paul Kantnerrel, a Jefferson Airplane gitárosával élt együtt. Lányuk, China Wing Kantner 1971. január 25-én született. A kórházban – viccből – azt mondta az egyik nővérnek (aki túlzottan istenhívő volt), hogy „isten”-nek akarta nevezni gyermekét, méghozzá kisbetűvel, mert azt akarta, hogy gyermeke szerény és alázatos legyen. A nővér elhitte, amit mondott, és beszámolója kisebb botrányt okozott, valamint egy újabb szóbeszéddel járult hozzá a rock történetéhez.

## Zenei karrierje
Zenei karrierje során Slick a The Great Society, a Jefferson Airplane, a Jefferson Starship és a Starship tagja volt.
Legismertebb dalai közé tartozik a White Rabbit (amit állítólag egy óra alatt írt), a Somebody to Love (amit sógora, Darby Slick írt), a We Built This City és a Nothing’s Gonna Stop Us Now. A White Rabbit és a Somebody to Love a Rolling Stone magazin minden idők 500 legjobb dalát felsoroló listájára is felkerült. A két dalt először a The Great Society játszotta, a White Rabbitben pedig Slick oboán játszott.
Slick négy szólóalbumot vett fel, ezek a Manhole, a Dreams, a Welcome to the Wrecking Ball! és a Software. Ezek közül a Dreams a legszemélyesebb munkája, amiért 1980-ban Grammy-díjra jelölték a legjobb rockénekesnő kategóriában. Az album Do It the Hard Way című dala arról szól, hogyan látta Grace akkori életét.
Janis Joplinhoz hasonlóan Slick volt az egyik első rockénekesnő, aki komoly sikereket ért el. Egyedülálló énekstílusa és színpadi viselkedése olyan énekesnőkre volt hatással, mint Stevie Nicks, Patti Smith, Sandy Denny és Dolores O’Riordan. Rendíthetetlen személyisége és erőteljes hangja révén az énekesnők számára addig szokatlan kifejezésmódot alakított ki, mellyel bizonyította, hogy nőknek is van helyük a döntően férfiak uralta rockzenében.
David Crosby Grace-nek a The Chrome Nun (A króm apáca), Kantnernek pedig a Baron von Tollbooth (körülbelül: Vámház báró) becenevet adta. Ennek nyomán Kantnerrel és David Freiberggel 1973-ban készített albumának Baron von Tollbooth & the Chrome Nun lett a címe.

## Összeütközései a törvénnyel
Slick és Tricia Nixon Cox, Richard Nixon amerikai elnök lánya ugyanabba az iskolába, a Finch College-be járt. 1969-ben Grace-t is meghívták az iskola öregdiákjainak rendezett teadélutánra a Fehér Házba. Grace Abbie Hoffmant, a korszak híres-hírhedt politikai aktivistáját kérte fel kísérőnek, akivel azt tervezte, hogy LSD-t tesz Nixon elnök teájába. A terv azonban meghiúsult, amikor a Fehér Ház őrsége felismerte őket és megakadályozta, hogy részt vegyenek az összejövetelen.
1971-ben egy hosszú stúdiófelvétel után Grace Mercedesével egy alagút falának csapódott a Golden Gate híd közelében, miközben Jorma Kaukonennel versenyzett. Csodával határos módon agyrázkódással megúszta az esetet, ami a Jefferson Airplane Bark című albumán megjelent Never Argue with a German if You're Tired or European Song című dalt ihlette.
Slick a Jefferson Airplane tagjaként és egyedül is többször került szembe a törvénnyel. Ebből legalább három eset az, amit „TUI”-nak (Talking Under the Influence – ittas beszéd) vagy „részeg handabandának” nevezett. Míg az eseteket DUI-ként (Driving Under the Influence – ittas vezetés) kezelték, az életrajzában említett három letartóztatás akkor történt, amikor nem ült volán mögött.
Az első eset egy Paul Kantnerrel való veszekedés után történt. Kantner megunta a veszekedést, kihúzta a slusszkulcsot és az autó ablakán keresztül valakinek a kertjébe dobta azt. Miközben Slick a fűben mászva kereste a kulcsot, egy helyszínre érkező rendőr megkérdezte, hogy mit csinál. Válasza – hangos nevetés – nem elégítette ki a rendőrt, aki ezért őrizetbe vette.
A második eset akkor történt, amikor Slick elfelejtette ellenőrizni a motor olajszintjét és a motorháztető alól lángok csaptak fel. Amikor egy helyszínre érkező rendőr megkérdezte, hogy mit csinál, válasza inkább volt ironikus mint vicces. A motorból előtörő lángok miatt Slick számára egyértelmű volt, hogy mi történik. A gúnyos válasz miatt Slicket a Marin Megyei Börtönbe vitték.
A harmadik eset akkor történt, amikor egy rendőr észrevette, hogy Slick egy fának támaszkodva bort ivott, kenyeret evett és verseket olvasott. Miután a rendőr megkérdezte, hogy mit csinál, Slick szarkasztikus válasza miatt újra börtönbe került.
1978-ban Grace részegen érkezett egy nyugat-németországi Jefferson Starship-koncertre. A közönségre több durva megjegyzést tett és énekelni is megpróbált. Másnap kilépett az együttesből. Legalább két alkalommal volt detoxikálóban: egyszer az 1970-es években, Napa Valleyben és egyszer az 1990-es években lányával, Chinával. Slick a nyilvánosság előtt is felvállalta alkoholizmusát, életrajzában és interjúiban pedig nyíltan beszélt a marihuánához és az LSD-hez való viszonyáról. Több, a hírességek függőségeiről és gyógyulásáról szóló könyvben is beszámolt tapasztalatairól (például Dennis Wholey The Courage to Change, valamint Gary Stromberg és Jane Merrill The Harder They Fall című művében).
1994-ben azért tartóztatták le, mert üres fegyvert fogott egy rendőrre. Slick azt mondta, hogy a rendőr engedély és magyarázat nélkül ment be a házába. Hasonló témája van a Jefferson Airplane Law Man című dalának, ami a Bark című albumon jelent meg.

## Távol a nyilvánosságtól
Slick 1988-ban, 48 évesen lépett ki a Starshipből. A Jefferson Airplane 1989-es újraalakulását követő turné után teljesen visszavonult a zenéléstől. 1998-ban, a VH1 Behind the Music című műsorának adott interjúban visszavonulása okaként azt mondta, hogy „a rockerek 50 felett hülyén néznek ki és nyugdíjba kéne menniük”. Néhányszor azonban csatlakozott Kantner új Jefferson Starshipjéhez, amikor az együttes Los Angelesben játszott. Legutóbb 2001. szeptember 11. után lépett fel velük, amikor egy fekete burkában ment fel a színpadra. Később levette a burkát, ami alatt az amerikai zászlót mintázó ruha volt, rajta a „Fuck Fear” szavakkal. A rajongóknak ezt mondta a ruháról: „a ruha nem az iszlámról szól, hanem az elnyomásról; a zászló pedig nem a politikáról szól, hanem a szabadságról.”
Visszavonulása után Slick a festészet és a rajzolás felé fordult. Rengeteg képet festett 1960-as évekbeli pályatársairól, például Janis Joplinról és Jerry Garciáról. Műveit 2000-ben kezdte kiállítani és eladni. Kiállításain személyesen is részt vesz.

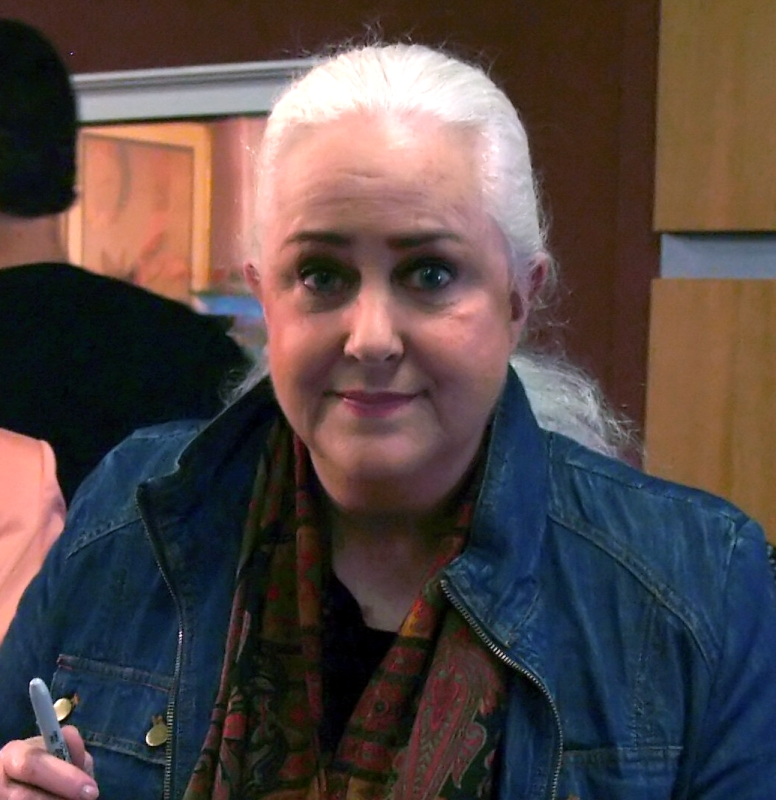
Grace Slick 2008-ban.

Slick általában távol marad a zenei élettől, bár 1996-ban énekelt lányának barátja, Linda Perry Knock Me Out című dalában. A dal Perry In Flight című albumán jelent meg.
2001-ben így nyilatkozott a USA Todaynek: „Jó egészségben vagyok és az emberek tudni akarják, hogy mit teszek ezért… Nem eszem sajtot, nem eszem kacsát – a lényeg, hogy vegán vagyok. De nem a szigorú fajtából, mert egy hedonista disznó vagyok. Ha meglátok egy nagy csokitortát, amit tojással csináltak, szívesen megeszem.”
Grace 1998-ban adta ki életrajzát Somebody to Love? A Rock and Roll Memoir címmel, a hangoskönyv-változat pedig az ő hangján szólal meg. Barbara Rowes 1990-es Grace Slick: The Biography című könyve ma már nem kapható.
Grace-t 2006-ban diverticulitisszel műtötték. A műtét után tracheotómián és további sebészeti beavatkozásokon esett át, két hónapra pedig mesterséges kómába helyezték, ami után újra meg kellett tanulnia járni.
2004-ben Grace-ről neveztek el egy „négyszázas lovat”. Az Emerald Hills Farm által tenyésztett fakó kanca az Emeralds Grace Slick nevet kapta.

## Képzőművészet
A zenétől való visszavonulása, házának leégése és válása után Slick állatokat kezdett rajzolni és festeni – leginkább saját magának és azért, mert így könnyebben jutott át élete egyik nehéz szakaszán. Nem sokkal később rávették, hogy írja meg önéletrajzát, ami Somebody to Love? A Rock-and-Roll Memoir címmel jelent meg. Ügynöke látta festményeit és megkérte, hogy a könyv illusztrálásához fesse meg néhány zenész kortársa portréját. Először habozott, azt gondolta, hogy „túl cuki az egész… rocker fest rockereket”, de később mégis beleegyezett. Janis Joplinról, Jimi Hendrixről és Jerry Garciáról készült képei a könyvbe is bekerültek. A lapokon ezen felül Alice Csodaországban-témájú képek és más rajzok is láthatóak.
Bár Slick gyermekkora óta rajzolt és festett, nem tudott egyszerre több dologra koncentrálni, ezért amíg aktívan zenélt, elég keveset festett. Ez alól kivétel első albuma, a Manhole borítója, melynek a Child Type Odd Art by Grace címet adta.
Slick egyetlen művészeti stílust vagy hordozófelületet sem részesít előnyben, és nem is akar saját stílust kialakítani. Akrillfestéket (szerinte az olaj túl lassan szárad), tollat, tintát, pasztellkrétát, ceruzát és scratchboardot is használ. Legtöbb munkájához többféle eszközt is felhasznál. Stílusa nagyon sokrétű: művei között megtalálhatók a gyerekkönyvekre emlékeztető Alice Csodaországban-tematikájú képek, a realistább zenészportrék, scratchboardra karcolt állatképek és a japán sumira (különleges, tintát használó festési technikára) emlékeztető aktok és más képek is. Legkelendőbb művei – nem meglepően – a zenészekről készült portrék és az Alice Csodaországban szereplő fehér nyulat ábrázoló képei. „Alice”-képeinek népszerűsége nyomán 2006-ban a Dark Horse Comicsszal közösen „Csodaország”-motívumokkal díszített levelezőlapokat és könyveket adott ki.
A kritikusok egyaránt dicsérték és bírálták képeit, de Slick közömbösnek tűnik a kritikákkal szemben. Képzőművészeti tevékenységét azon művészi szenvedély új megnyilvánulási formájának látja, ami miatt először énekesnő lett. Emellett azt is élvezi, hogy fizikai erőfeszítés és az emberekkel való összezártság nélkül hozhatja létre műveit.
Kiállításaira személyesen is ellátogat (évente akár harmincra is). Bár szeret a képei iránt érdeklődő emberekkel beszélgetni, a kiállításokkal járó utazgatást (főleg a repülést) nem szereti. Akik a kiállításain megveszik egy képét, beszélgethetnek Slickkel, lefotóztathatják magukat vele, a választott kép hátuljára pedig autogramot kapnak. Műveit az USA-ban az Area Arts, a világ többi részén pedig a The Limelight Agency forgalmazza.

## Művészi érdemei
Azokban az együttesekben, melyeknek tagja volt, Grace billentyűs hangszereken, oboán és furulyán is játszott.
Grace a Sesame Street című műsorban látható Jazz Numbers című, a számokat 2-től 10-ig bemutató rövid animációs sorozatban énekelt. A Jazz #2 1969. november 10-én, a Seasame Street első évadának első adásában került műsorba.
Slick hosszú zenei pályafutása lehetővé tette, hogy egy különös rekordot állítson fel: ő volt a legidősebb énekesnő, akinek a Billboard Hot 100 listáján listavezető kislemeze jelent meg. A We Built This City 1985. november 16-án, három héttel Grace 46. születésnapja után került a lista élére. Az előző csúcstartó Tina Turner volt 44 évével, akinek What’s Love Got to Do with It című dala 1984-ben volt listavezető. Turner két hónappal ezután töltötte be 45. életévét. 1987 nyarán Slick megdöntötte saját rekordját, amikor a Nothing's Gonna Stop Us Now is a lista élére került. Rekordját Cher döntötte meg 1999-ben, aki 53 éves volt, amikor Believe című dala listavezető lett.
Grace-t 1996-ban a Jefferson Airplane tagjaként iktatták be a Rock and Roll Hall of Fame-be. A VH1 100 Greatest Women of Rock N Roll listáján a 20. helyet érte el.

## Diszkográfia

### Szólóalbumok
- Manhole (1973)
- Dreams (1980)
- Welcome to the Wrecking Ball! (1981)
- Software (1984)
- The Best of Grace Slick (1999)

### The Great Society
- Conspicuous Only in Its Absence (1968)
- How It Was (1968)
- Born to Be Burned (1995)

### Jefferson Airplane
- Jefferson Airplane Takes Off (1966)
- Surrealistic Pillow (1967)
- After Bathing at Baxter’s (1967)
- Crown of Creation (1968)
- Bless Its Pointed Little Head (1969)
- Volunteers (1969)
- Bark (1971)
- Long John Silver (1972)
- Thirty Seconds Over Winterland (1973)
- Early Flight (1974)
- Jefferson Airplane (1989)

### Jefferson Starship
- Dragon Fly (1974)
- Red Octopus (1975)
- Spitfire (1976)
- Earth (1978)
- Modern Times (1981)
- Winds of Change (1982)
- Nuclear Furniture (1984)

### Starship
- Knee Deep in the Hoopla (1985)
- No Protection (1987)

### Paul Kantnerrel
- Blows Against the Empire (1970)
- Sunfighter (1971)
- Baron von Tollbooth & the Chrome Nun (1973)
- Planet Earth Rock and Roll Orchestra (1983)

### Vendégszereplések más előadók albumain
- David Crosby: If I Could Only Remember My Name (1971)
- Papa John Creach: Papa John Creach (1971)
- Mickey Hart: Rolling Thunder (1972)
- Ned Lagin: Seastones (1975)
- Heart: Heart (1985)
- Kenny Loggins: Back to Avalon (1988)
- Jefferson Starship – The Next Generation: Deep Space/Virgin Sky (1995)
- Linda Perry: In Flight (1996)
- Jefferson Starship – The Next Generation: Windows of Heaven (1999)
- Jefferson Starship – The Next Generation: Jefferson’s Tree of Liberty (2008)